# Sideburn
Sideburn est un groupe de hard rock suisse, originaire d'Yverdon-les-Bains. Le groupe est initialement formé en 1985 sous le nom de Genocide, jouant du heavy metal, avant de se rebaptiser Sideburn en 1997.

## Biographie
Le groupe est initialement formé en 1985 à Lausanne, dans le canton de Vaud, sous le nom de Genocide. En 1989, ils enregistrent une première démo intitulée Born to Storm!, suivie un an plus tard, en 1990, de l'EP Roots in Rock. Entre 1992 et 1994, le groupe publie deux albums studio, Showtime et Stranded, respectivement. C'est également en 1994 que Genocide conclut un accord de distribution avec le label BMG Records. L'album Stranded marque un changement de leur style musical qui s'oriente plus vers le rock/boogie. Jusqu'en 1997, le groupe avait un son plus heavy metal et caractéristique des groupes des années 1980 comme Judas Priest ou Iron Maiden.
Lassé du heavy metal, le groupe se rebaptise Sideburn en 1997. Le groupe se dirige vers un son plus hard rock en 1997, avec l'album Sell Your Soul for Rock 'n' Roll. À cette période, un nouveau guitariste solo, un bassiste ainsi qu'un batteur arrivent au sein du groupe. Avec ses nouveaux artistes, le groupe de rock enregistre son nouvel album qui se nomme Crocodile, avec comme producteur Jürg Nägeli, ancien membre du groupe suisse Krokus. En 2005, Sideburn sort son premier best-of, intitulé Archives. La même année, un nouveau guitariste soliste, Boris, rejoint le groupe et il participe au nouvel album Cherry Red, sorti en 2008.
En 2011, ils publient leur nouvel album, Jail, qui atteint la 81e place des classements suisses,. En 2012, ils s'associent avec la marque Adidas pour l'événement Adidas Rockstars. En août 2012, leur chanson Knockin at the Wrong Door devient la chanson de la bande-annonce du film Hit and Run. En été 2013, leur chanson Six Feet Under devient la bande originale du film The Wolverine,.

## Discographie

### Albums studio
- 1992 : Showtime (sous Genocide)
- 1994 : Stranded (sous Genocide)
- 1997 : Sell Your Soul for Rock 'n' Roll
- 2001 : Crocodile
- 2003 : Gasoline
- 2008 : Cherry Red
- 2011 : Jail
- 2013 : Electrify
- 2017 : #Eight
- 2022 : Fired up

### EP et compilation
- 1990 : Roots in Rock (EP ; sous Genocide)
- 1998 : Get that Way (EP)
- 2006 : Archives (compilation)
- 2012 : Rockstar (EP)

### Reprises
- Ace of Spades de Motörhead
- Remedy de Rose Tattoo (sur l'album Crocodile)
- Rock 'n' Roll Outlaw de Rose Tattoo (sur l'album Stranded)
- Up Around the Bend de Creedence Clearwater (sur l'album Archives)
- 2001 : Tribute to Trust (song Certitude...Solitude)